# Radical Comics
Radical Comics ou Radical Publishing é uma editora de quadrinhos subsidiária do Radical Studios fundada por Jesse Berger, Barry Levine, David Elliott e Matthew Berger em 2007. Seus primeiros títulos foram Hercules e Caliber em 2008. Em 2010 se tornou uma divisão de quadrinhos do Radical Studios focada na criação de títulos adaptaveis para o Cinema.

## Títulos
- Hercules de Steve Moore e Cris Bolsin.
- Ater Dark de Antoine Fuqua, Wesley Snipes, Peter Milligan e Jeff Netrup.
- City of Dusty de Steve Niles e Brandon Chng.
- Oblivion de Joseph Kosinski, Arvin Nelson e Andrée Wallin[2].
- Shrapnel de Nick Sagan e Mark Long.
- Hotwire de Warren Ellis e Steve Pugh.
- Abattoir de Darren Lynn Bousman, Rob Levin, Troy Peteri e Bing Cansino[3].
- Incarnate de Nick Simmons.
- Legends: The Enchanged de Nick Percival.
- The Last Days of American Crime de Rick Remender e Greg Tocchini.
- Aladdin: Legacy of the Lost de Ian Edginton, Dave Elliott, Stjepan Sejic e Patrick Reilly.
- The Federal Vampire and Zombie Agency de David Hine.

## Adaptações
Em 2008 foi anunciado que John Woo dirigiria um filme de Caliber produzido por Johnny Depp e sua produtora Infinitum Nihil.
Em 2009 Len Wiseman tentou produzir um filme de Shrapnel e saíu do projeto, Hilary Swank e Sean Daniel assumiram a produção, com Toby Wagstaff no roteiro.
Em 2010 foi anunciado que Brian Grazer e Ron Howard estavam trabalhando em uma adaptação de Legends: The Enchanged.
Em 2010 foi anunciado que Bryan Singer produziria uma adaptação de Freedom Formula: Ghost of the Wasteland com a Regency Enterprises e sua produtora Bad Hat Harry Productions.
Em 2013 Oblivion foi adaptado pela Universal Pictures, estrelando Tom Cruise, dirigido por Joseph Kosinski, com roteiro de Joseph Kosinski, William Monahan, Karl Cajdusek e Michael Arndt.
Em 2014 Hércules adaptou o arco The Thracian Wars pela MGM, estrelando Dwayne Johnson, dirigido por Brett Ratner, com roteiro de Ryan J. Condal e Evan Spiliotopoulos.
Em 2016 Abattoir foi adaptado pela Dark Web Productions e distribuído pela Momentum Pictures, estrelando Dayton Callie, dirigido por Darren Lynn Bousman de Jogos Mortais II/III/IV e Espiral, com roteiro de Christopher Monfette.
Em 2020 The Last Days of American Crime foi adaptado pela Mandalay Pictures e distribuído pela Netflix, estrelando Édgar Ramírez, dirigido por Olivier Megaton, com roteiro de Karl Cajdusek.